# Русское историческое общество

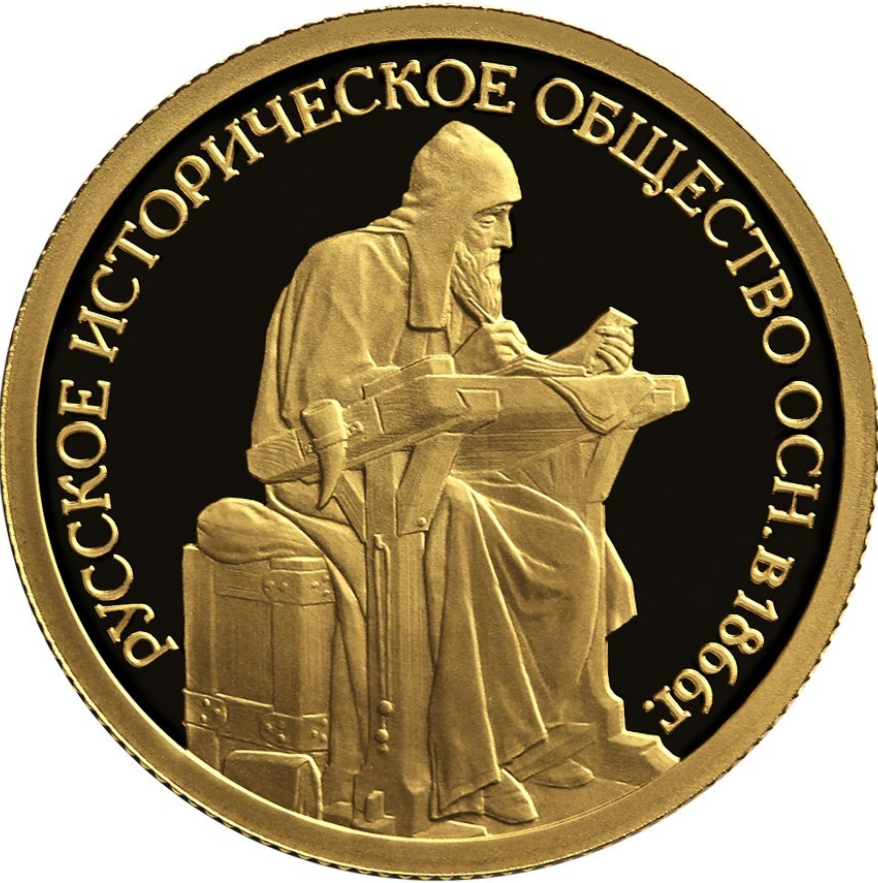
Памятная монета Банка России

Импера́торское Ру́сское истори́ческое о́бщество — общественная организация Российской империи в 1866—1917 годах, собиравшая, обрабатывавшая и публиковавшая материалы и документы, связанные с историей государства.

## Основание и состав общества
Русское историческое общество было основано в Санкт-Петербурге в марте 1866 года по инициативе известных отечественных историков, военных и государственных деятелей. Устав общества был утверждён императором Александром II 23 мая 1866 года. Общество было подчинено ведению Министерства народного просвещения.

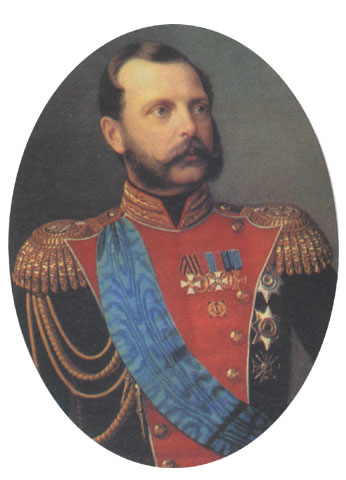
Александр II

Цель Русского исторического общества — «всесторонне содействовать развитию русского национального исторического просвещения».
Общество составляли:
- действительные члены,
- почётные члены
- члены-соревнователи.

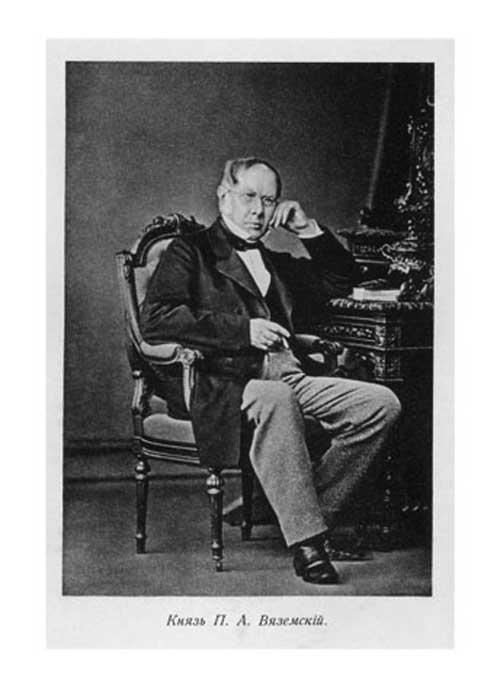
П. А. Вяземский

Каждый из них своей деятельностью влиял на историю государства: это был один из важнейших критериев отбора членов общества.
Лица, положившие основание обществу, именовались «основателями».
В число основателей вошли:
- князь Пётр Андреевич Вяземский — первый председатель общества, поэт, член Государственного совета

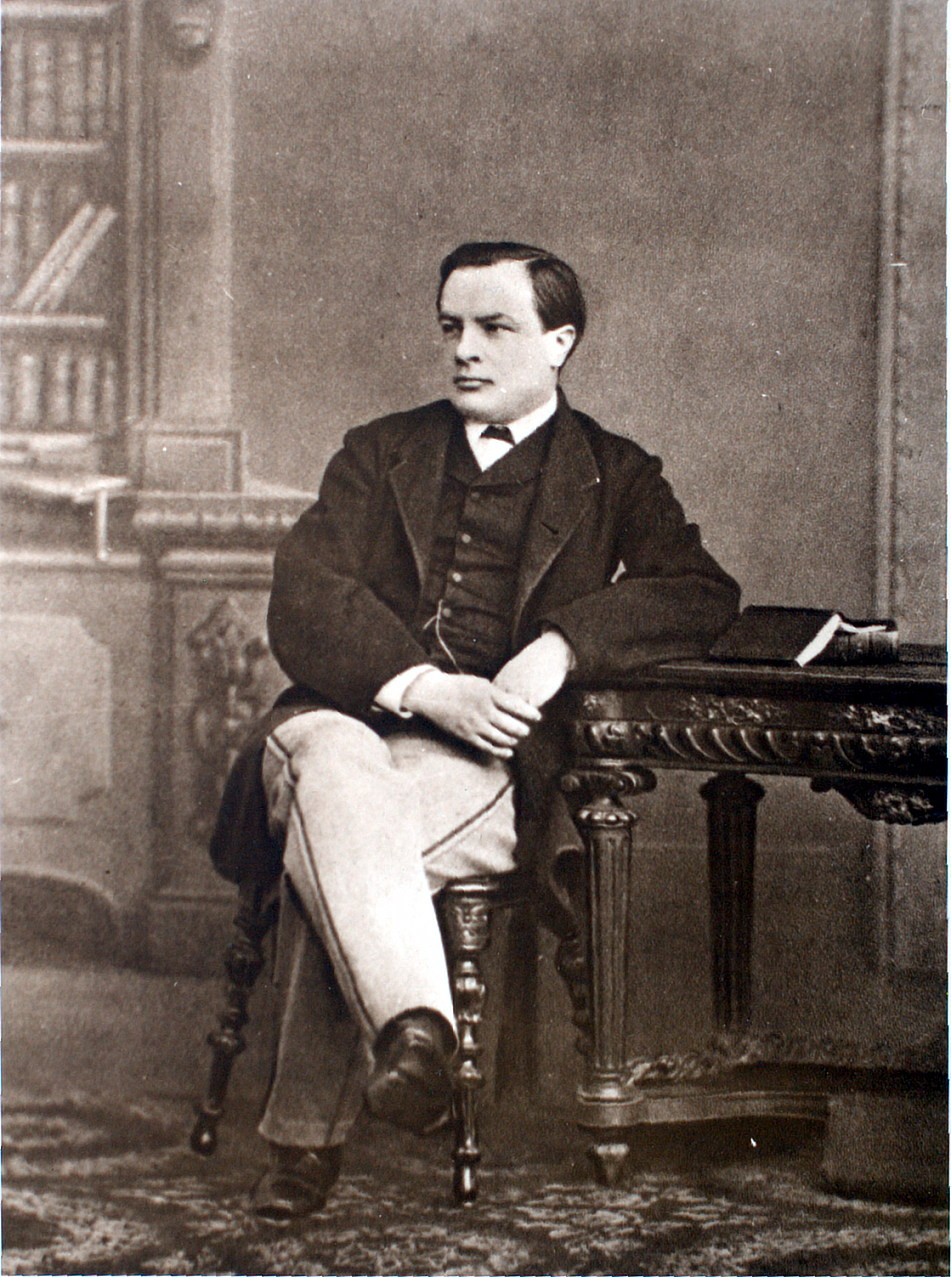
А. А. Половцов

- Александр Александрович Половцов — фактический основатель и руководитель общества, промышленник
- Константин Николаевич Бестужев-Рюмин — историк, профессор русской истории в Петербургском университете
- Модест Иванович Богданович — генерал-лейтенант, военный историограф
- Афанасий Федорович Бычков — историк, помощник директора Императорской Публичной библиотеки
- Андрей Фёдорович Гамбургер — дипломат
- барон Александр Генрихович Жомини — дипломат
- Константин Константинович Злобин — директор Государственного архива и С.-Петербургского Главного Архива Министерства иностранных дел
- Модест Андреевич Корф — историк, председатель департамента законов Государственного совета
- граф Борис Алексеевич Перовский — генерал-адъютант
- граф Дмитрий Андреевич Толстой — обер-прокурор Синода, министр народного просвещения
- Евгений Михайлович Феоктистов — писатель, журналист, чиновник Министерства народного просвещения

Общество также могло иметь иностранных почётных членов и членов-корреспондентов.
Делами общества руководил Совет из председателя, его помощника, трёх членов, секретаря и казначея.
Основанное общество получило высочайшее одобрение Александра II, который своим согласием на деятельность способствовал развитию гражданско-правового просвещения в России.
24 ноября 1873 года обществу было присвоено наименование «Императорское Русское историческое общество».
Эмблемой общества стало изображение московского памятника гражданину Минину и князю Пожарскому.

## Деятельность
Деятельность общества заключалась в том, чтобы собирать, обрабатывать, а затем распространять в России документы и материалы по истории и тем самым ввести их в научный оборот. Отобранные материалы публиковались в «Сборниках Русского Исторического Общества»: за 50 лет жизни общества было издано 148 томов. Обычно публиковались редкие или ранее неизвестные документы, свидетельствующие о неких исторических фактах. Найти такие уникальные материалы позволяли личные связи и возможности князя Вяземского.
Помимо регулярного выхода «Сборников», к 50-летию общества было выпущено подготовленное историком русской литературы В. И. Саитовым юбилейное издание — с 61 иллюстрацией (28 цветных и 33 черно-белых), 104 портретами, письмами и другими редкостями.
С 1896 года Общество выпустило в свет 25 томов «Русского биографического словаря».
Общество представляло собой закрытый клуб: попасть в него могли лишь люди, приглашённые несколькими действительными членами общества или одним из основателей. При этом деятельность общества была публична, а результаты работы открыты.

## Председатели
Почётный председатель:
- 1866—1894 — цесаревич Александр Александрович, с 1881 император Александр III

Председатели:
1. князь Пётр Андреевич Вяземский (1866—1878)
2. Александр Александрович Половцов (1879—1909)
3. Великий князь Николай Михайлович (1909—1917)
4. Евгений Францевич Шмурло (1925—1932)
5. Александр Александрович Кизеветтер (1932—1933)
6. Аркадий Николаевич Фатеев (1933—1937)
7. Антоний Васильевич Флоровский (1938—1940)
8. Евгений Александрович Ляцкий (1940—1942)
9. Павел Александрович Остроухов (1942—1944)
10. Пётр Петрович Александров-Деркаченко (с 2004)
11. Сергей Евгеньевич Нарышкин (с 2012)

Членами общества были известные историки Сергей Михайлович Соловьёв, Василий Осипович Ключевский, Николай Иванович Костомаров и многие другие выдающиеся учёные.

## В XX веке
После революции 1917 года общество было запрещено, его помещение в Петрограде отобрано, контора разграблена. В 1919 году в Петрограде, «в порядке красного террора», несмотря на многочисленные ходатайства, был расстрелян третий председатель общества, Великий князь Николай Михайлович.
Судьба многих членов общества была печальна: их отправляли в ссылки, увольняли с занимаемых постов.
7 апреля 1925 года группа русских учёных и общественных деятелей, находившихся в Чехословакии, организовала работу Русского исторического общества в Праге. Таким образом, четвёртым председателем общества стал инициатор возрождения, выдающийся русский историк Е. Ф. Шмурло.
В состав первых членов возрождённого общества вошли:
- П. Б. Струве
- Е. В. Спекторский
- А. А. Кизеветтер (пятый председатель общества в 1932—1933 годах)
- П. Н. Савицкий
- А. Н. Фатеев (шестой председатель общества в 1933—1937 годах)
- Г. В. Флоровский и А. В. Флоровский и многие другие.

Общество вновь начало издавать собственные труды — «Записки Русского Исторического Общества в Праге» (с 1927 по 1940 год было подготовлено 5 книг записок).
Но, после вхождения немецких войск в Прагу в 1939 году, на все мероприятия общества был наложен запрет, а выход «Записок» из-за организационных проблем затягивался. В итоге, книги были напечатаны в Эстонии. К 1940 году деятельность общества была окончательно остановлена немецкими властями — седьмой председатель общества А. В. Флоровский был арестован, а подготовленная к печати четвёртая книга «Записок» запрещена оккупационной цензурой.
Несмотря на все трудности, деятельность общества продолжалась: объединение русских учёных в Сан-Франциско в 1937 году организовало работу Русского исторического общества в Америке, где и были изданы следующие «Записки».
В 1948 году Русское историческое общество в Америке было переименовано в Музей русской культуры, который существует до сих пор.

## Возрождение
В начале 1990-х годов предпринимались попытки возродить общество и издание «Сборников». В результате в США были изданы два тома дополнительных материалов к «Русскому биографическому словарю», которые в своё время не были выпущены по причине революции.
В 1997—2000 годах в Москве был репринтно воссоздан «Русский биографический словарь», расширенный за счёт пяти дополнительных томов, а также двух томов алфавитного указателя. В 1997 году издательство «Русское слово» выпустило однотомный биографический словарь «История России в лицах» под общей редакцией д. и. н. В. В. Каргалова. Также с 1999 года издательством «Русская Панорама» было возобновлено издание новых томов Сборников Русского исторического общества (главный редактор В. В. Каргалов).
В 2003 году вышел Сборник РИО, озаглавленный «Антинорманизм». В действительности «Антинорманизм» — только один раздел Сборника, но первый и самый крупный. Пять статей из раздела представляют собой историографически-критические описания норманизма, выдержанные, по мнению историка Л. С. Клейна в агрессивном и публицистическом ключе: А. Н. Сахаров «Рюрик, варяги и судьбы российской государственности»; В. В. Фомин «Кривые зеркала норманизма» и «Варяжский вопрос: его состояние и пути разрешения на современном этапе»; М. Д. Каратеев (доктор химических наук и эмигрантский писатель-романист) «Норманнская болезнь в русской истории»; А. Г. Кузьмин «Облик современного норманизма»; включены и некоторые другие работы. Историк В. Я. Петрухин называет статьи Сборника РИО  «Антинорманизм», посвящённые данной теме, эпигонскими сочинениями относительно традиционного антинорманизма, в которых предпринимаются попытки осуществить подмену исторического анализа старыми гипотетическими этимологиями названий «русь» и «варяги», конструкциями в русле «Русского каганата», являющегося вариантом Приазовской Руси Дмитрия Иловайского и др.
4 ноября 2004 года, в День народного единства, на учредительном собрании в Москве было объявлено о восстановлении Русского исторического общества в России. Десятым председателем был избран П. П. Александров-Деркаченко, секретарём Совета общества — В. О. Недельский, помощником председателя и ревизором общества — М. А. Смирнов. Были утверждены все прежние правила приёма в общество, его цели и задачи.
В 2008 году в Санкт-Петербурге все 148 томов «Сборника Императорского Русского исторического общества» были переизданы. Также было факсимильно воспроизведено юбилейное издание, выпущенное к 50-летию организации.

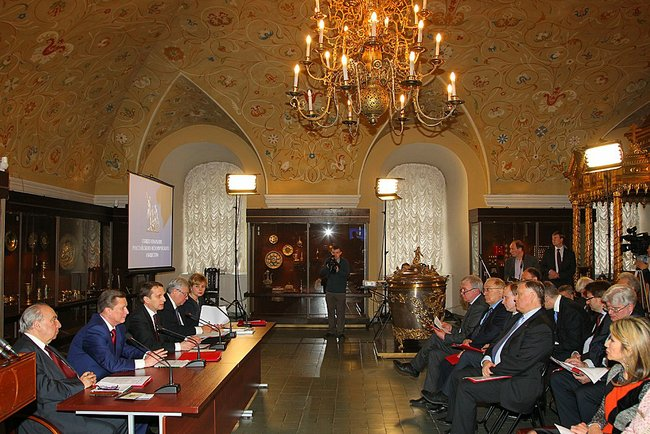
Заседание совета Российского исторического общества 27 февраля 2013 года

В 2012 году, объявленном в Российской Федерации Годом истории, руководство России создало научную общественную организацию Российское историческое общество (РИО), названную преемницей Императорского Русского исторического общества. Её целью декларируется «развитие национального исторического просвещения». Возглавил общество доктор экономических наук Сергей Нарышкин (в тот момент — председатель Государственной думы, а с 2016 года — глава Службы внешней разведки), председателем правления стал доктор юридических наук Сергей Шахрай. Соучредителями выступили Российская академия наук, Московский государственный университет, МГИМО, музей «Московский Кремль», «Императорское православное палестинское общество», фонд «Русский мир», Фонд исторической перспективы, Фонд современной истории и другие организации.